# الشرنقة (مسلسل)
مسلسل "الشرنقة" هو مسلسل تلفزيوني مصري عُرض في شهر رمضان عام 1446 هـ ( 2025م)، يتألف المسلسل من 15 حلقة، ويتميز بقصته التي تسلط الضوء على قضايا الفساد المالي والصراعات النفسية.

## القصة
تدور أحداث المسلسل حول "حازم إبراهيم"، محاسب يعمل في شركة كبرى. يكتشف حازم تورط الشركة في أنشطة غير قانونية، مثل غسيل الأموال والتهرب الضريبي، مما يضعه أمام تحديات كبيرة وصراعات داخلية بين التزامه بمبادئه ورغبته في الحفاظ على سلامته الشخصية.

## طاقم العمل
- إخراج: محمود عبد التواب
- تأليف: عمرو سمير عاطف
- بطولة:
  - أحمد داود
  - مريم الخشت
  - سارة أبي كنعان
  - صبري فواز
  - علي الطيب